# Jeanne d'Arc (La Fresnaye)
Pour les articles homonymes, voir Jeanne d'Arc (homonymie).
Jeanne d'Arc est un tableau du peintre français Roger de La Fresnaye réalisé en 1911-1912. Cette huile sur toile cubiste est un portrait en pied de Jeanne d'Arc tenant un bouclier triangulaire marqué d'une fleur de lys ainsi qu'une oriflamme où se devinent les noms de Jésus et Marie. Elle est conservée au musée d'Art moderne de Troyes, à Troyes.